# 張僖 (光緒進士)
張 僖（ちょう き）は、清朝の政治家。山東省莱州府濰県出身。
光緒12年（1886年）に進士となり、同年5月に分部主事となった。光緒22年（1896年）、游普蔭に替わって興化府知府となり、光緒24年（1898年）に啓続へ引き継いだ。